# Aėroport (Oblast' autonoma ebraica)
Aėroport (in lingua russa Аэропорт) è un centro abitato dell'Oblast' autonoma ebraica, situato nel Birobidžanskij rajon.